# Tim Sartisson
Tim Sartisson (* 9. Februar 1995 in Hamburg) ist ein ehemaliger deutsch-kanadischer Handballspieler, der für die kanadische Nationalmannschaft auflief.

## Karriere

### Im Verein
Der Sohn eines Kanadiers spielte in seiner Jugend beim HSV Handball. Dort war Sartisson unter anderem Mannschaftskapitän der A-Jugend, mit der er in der A-Jugend-Bundesliga antrat. Im Sommer 2014 wechselte der Rückraumspieler, der ebenfalls auf der Außenposition einsetzbar war, zum Drittligisten TuS Ferndorf, der von seinem ehemaligen Hamburger Verbandstrainer Erik Wudtke trainiert wurde. Mit Ferndorf gewann er in der Saison 2014/15 die Staffel West der 3. Liga und stieg in die 2. Bundesliga auf. Zusätzlich lief er in seiner ersten Saison für die 2. Mannschaft in der Verbandsliga auf, die 2015 in die Oberliga aufstieg.
Sartisson, der nach einer Verletzung erst einmal in der Oberligamannschaft zum Einsatz kam, gab am 18. November 2015 sein Zweitligadebüt gegen den HSC 2000 Coburg. Im Zweitligakader entwickelte er sich zu einem wichtigen Abwehrspieler. Im Jahr 2017 wurde Sartisson vom Schweizer Erstligisten GC Amicitia Zürich verpflichtet. Dort reifte er zum Stammspieler. Im Frühjahr 2020 verließ er den Verein.
Sartisson lief in den Spielzeiten 2021/22 und 2022/23 für den kanadischen Verein Club de handball Champlain auf.

### In der Nationalmannschaft
Tim Sartisson gehörte ab 2013 dem Kader der kanadischen Nationalmannschaft an. Mit dieser Auswahlmannschaft belegte er den siebten Platz bei den Panamerikanischen Spielen 2015 in Toronto, den zehnten Platz bei der Panamerikameisterschaft 2016 in Buenos Aires sowie den fünften Platz bei der Panamerikameisterschaft 2018 in Nuuk.